# Misantropi
 Denne artikel bør gennemlæses af en person med fagkendskab for at sikre den faglige korrekthed.

Misantropi (fra græsk: præfiks ”mis-” (hade) og ”anthropos” (menneske)) betyder menneskehad.. En misantrops had er ikke rettet mod individer, men mod hele menneskeheden (også mod misantropen selv). En misantrop tror ikke på, at menneskeheden kan udvikle sig.
Misantropi betyder ikke nødvendigvis, at en misantrop er inhuman, asocial eller sociopatisk.
Molières skuespil Misantropen demonstrerer misantropien.